# Wiyot (Sprache)
Wiyot (auch Wishosk; wíyat, indigener Name für das Delta des Eel River bzw. für eine Hauptgruppe der Wyots) ist eine ausgestorbene, indigene amerikanische Sprache, die zur Algischen Sprachfamilie gehört.
Diese Sprache wurde früher vom Volk der Wiyot an der Humboldt Bay in Kalifornien gesprochen. Der letzte Muttersprachler, Della Prince, starb 1962. Einige Wiyots versuchen diese Sprache wiederzubeleben.

## Klassifikation
Das Wiyot wird mit Yurok zur Ritwan-Sprachfamilie zusammengefasst. Diese zusammen mit den Algonkin-Sprachen bilden wiederum die Algische Sprachfamilie. Während die Klassifikation der algischen Sprachen gemeinhin anerkannt wird, ist die Postulierung der Ritwan-Sprachfamilie umstritten.